# Pearson Mwanza
Pearson Mwanza (né le 1er janvier 1968 à Kitwe en Zambie et mort le 23 mars 1997 dans la même ville) est un joueur de football international zambien, qui évoluait au poste d'attaquant.

## Biographie

### Carrière en sélection
Avec l'équipe de Zambie, il joue entre 1986 et 1992. 
Il figure dans le groupe des sélectionnés lors des Coupes d'Afrique des nations de 1990 et de 1992. La sélection zambienne se classe troisième de la compétition en 1990.
Il participe également aux Jeux olympiques d'été de 1988 organisés en Corée du Sud. Lors du tournoi olympique, il joue deux matchs : contre le Guatemala et l'Allemagne.